# موزراتو ول کوکیارا
Montenero Val Cocchiara is a town and کومونه in the استان ایسرنیا، in the مولیز region (southern ایتالیا).
موزراتو ول کوکیارا (به ایتالیایی: Montenero Val Cocchiara) یک کومونه در ایتالیا است که در استان ایسرنیا واقع شده‌است.

## خصوصیات
موزراتو ول کوکیارا ۲۱ کیلومترمربع مساحت و ۵۷۵ نفر جمعیت دارد.